# Аккаргинский
Аккаргинский — упразднённый посёлок в Светлинском районе Оренбургской области. На момент упразднения входил в состав сельского поселения Восточного сельсовета. Исключен из учётных данных в 1999 году.

## География
Посёлок располагался на правом берегу реки Тобол выше впадения в него реки Ащысу, на расстоянии примерно 8 километров к юго-востоку от посёлка Восточный.

## История
Населённый пункт возник в 1954 году как 4-е производственное отделение совхоза «Восточный». Первоначально получил название Степное.
В 1966 году Указом Президиума ВС РСФСР посёлок отделения № 4 совхоза «Восточный» переименован в Аккаргинский.
Постановлением Законодательного Собрания Оренбургской области от 19.02.1999 № 209/39-ПЗС посёлок исключен из учётных данных.